# Candace Camp
Pour les articles homonymes, voir Camp.
Candace Camp, née le 23 mai 1949 à Amarillo au Texas, est un écrivain américain de romances. Elle utilise également trois pseudonymes Lisa Gregory, Sharon Stephens et Kristin James.

## Biographie
Candace Camp est la benjamine des trois enfants de Grady et Lula Mae Camp. Sa mère est journaliste dans un quotidien et son père est le propriétaire du journal d'Amarillo.
Elle fait ses études à l'université du Texas à Austin ainsi qu'à la West Texas A&M University du Texas, avant de devenir enseignante à Eureka Springs en Arkansas. Après s'être installée en Caroline du Nord, elle trouve un emploi dans une banque.
Candace Camp entame des études de droit à l'université de Caroline du Nord à Chapel Hill. Au même moment, elle commence à lire des romances et décide d'en écrire un elle-même. Son premier roman, Bonds of Love, est publié en 1978 sous le pseudonyme Lisa Gregory. Les années suivantes, Camp publie environ 43 livres sous quatre noms : Lisa Gregory, Kristin James, Sharon Stephens et Candace Camp.

## Œuvre

### Sous le nom de Lisa Gregory
- (en) Bonds of Love, 1978Inédit en France
- (en) Analise, 1981Inédit en France
- (en) Crystal Heart, 1982Inédit en France
- (en) Bitterleaf, 1983Inédit en France
- (en) Light and Shadows, 1985Inédit en France
- (en) Solitaire, 1988Inédit en France
- (en) Seasons, 1990Inédit en France
- (en) Sisters, 1991Inédit en France

#### Série The Rainbow's Turner Family
1. (en) The Rainbow Season, 1979Inédit en France
2. (en) The Rainbow Promise, 1989Inédit en France

### Sous le nom de Kristin James
- (en) Cara's Song, 1982Inédit en France
- Un soir, un rêve, Flammarion, 1984 ((en) Dreams of Evening, 1983)Publié dans la collection Duo Harmonie
- (en) Morning Star, 1984Inédit en France
- (en) Secret Fire, 1984Inédit en France
- Tu n'y peux rien, Harlequin, 1985 ((en) A Wedding Gift, 1985)Publié dans la collection Tentation
- (en) A Very Special Favor, 1986Inédit en France
- (en) Cutter's Lady, 1986Inédit en France
- (en) Heartwood, 1986Inédit en France
- Anges et démons, Harlequin, 1998 ((en) Satan's Angel, 1988)Publié dans la collection Les Historiques
- Le gentleman, Harlequin ((en) The Gentleman, 1990)Publié dans la collection Les Historiques
- (en) The Yankee, 1990Inédit en France
- (en) Salt of the Earth, 1991Inédit en France
- (en) The Letter of the Law, 1991Inédit en France
- Le plus difficile des rôles, Harlequin ((en) Once in a Blue Moon, 1995)Publié dans la collection Rouge Passion
- (en) The Last Groom on Earth, 1996Inédit en France

#### Série The Sky
1. (en) The Golden Sky, 1981Inédit en France
2. (en) The Sapphire Sky, 1981Inédit en France
3. (en) The Summer Sky, 1982Inédit en France
4. (en) The Amber Sky, 1982Inédit en France

### Sous le nom de Sharon Stephens
1. (en) The Black Earl, 1982Inédit en France

### Sous le nom de Candace Camp
- (en) Rosewood, 1991Inédit en France
- (en) Heirloom, 1992Inédit en France
- (en) Evensong, 1995Inédit en France
- Scandale, Harlequin ((en) Suddenly, 1996)Publié dans la collection Les Historiques
- La scandaleuse, Harlequin, 2003 ((en) Scandalous, 1996)Publié dans la collection Les Historiques
- (en) Impulse, 1997Inédit en France
- La double méprise, Harlequin ((en) Indiscreet, 1997)Publié dans la collection Les Historiques
- Le rendez-vous de minuit, Harlequin ((en) Impetuous, 1998)Publié dans la collection Les Historiques
- Le bal de l'orchidée, Harlequin ((en) Swept Away, 1999)Publié dans la collection Les Historiques
- (en) An Independent Woman, 2006Inédit en France
- (en) A Dangerous Man, 2007Inédit en France

#### Série The Lily
1. A l'aube d'un nouveau jour, J'ai lu, 1998 ((en) Rain Lily, 1993)Publié dans la collection Amour et Destin
2. L'enfant au bout du chemin, J'ai lu, 1998 ((en) Flame Lily, 1994)Publié dans la collection Amour et Destin

#### Série Montford Heirs
1. L'héritière impromptue, Harlequin, 2001 ((en) Stolen Heart, 2000)Publié dans la collection Les Historiques
2. L'intrigante, Harlequin, 2001 ((en) Promise Me Tomorrow, 2000)Publié dans la collection Les Historiques
3. L'imposteur, Harlequin, 2001 ((en) No Other Love, 2001)Publié dans la collection Les Historiques

#### Série A Little Town in Texas
1. (en) Hard-headed Texan, 2001Inédit en France
2. (en) Smooth-talking Texan, 2002Inédit en France

#### Série Aincourt's hearts
1. Le manoir des secrets, Harlequin, 2004 ((en) So Wild a Heart, 2002)Publié dans la collection Grands Romans Historiques
2. Le château des ombres, Harlequin, 2004 ((en) The Hidden Heart, 2002)Publié dans la collection Grands Romans Historiques
3. La maison des masques, Harlequin, 2004 ((en) Secrets of the Heart, 2003)Publié dans la collection Grands Romans Historiques

#### Série Crazy Moreland Family
1. Scandale au château, Harlequin, 2005 ((en) Mesmerized, 2003)Publié dans la collection Grands Romans Historiques
2. Le secret du diamant, Harlequin, 2006 ((en) Beyond Compare, 2004)Publié dans la collection Grands Romans Historiques
3. Le manoir des ombres, Harlequin, 2006 ((en) Winterset, 2004)Publié dans la collection Grands Romans Historiques
4. Le secret du manoir, Harlequin, 2007 ((en) An Unexpected Pleasure, 2005)Publié dans la collection Les Historiques

#### Série The Matchmakers
1. (en) The Marriage Wager, 2007Inédit en France
2. (en) The Bridal Quest, 2008Inédit en France
3. Un époux sur mesure, Harlequin, 2010 ((en) The Wedding Challenge, 2008)Publié dans la collection Les Historiques
4. (en) The Courtship Dance, 2009Inédit en France